# Bramley (Hampshire)
Bramley è un villaggio e parrocchia civile dell'Inghilterra, appartenente alla contea dell'Hampshire.